# Jurumudi
Jurumudi is een bestuurslaag in het regentschap Tangerang van de provincie Banten, Indonesië. Jurumudi telt 19.898 inwoners (volkstelling 2010).